# Dean Gallo

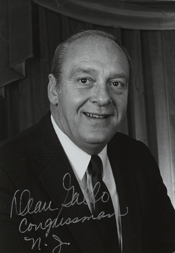
Dean Gallo

Dean Anderson Gallo (* 23. November 1935 in Hackensack, New Jersey; † 6. November 1994 in Denville, New Jersey) war ein US-amerikanischer Politiker. Zwischen 1985 und 1994 vertrat er den Bundesstaat New Jersey im US-Repräsentantenhaus.

## Werdegang
Dean Gallo besuchte die öffentlichen Schulen seiner Heimat. Danach arbeitete er als Immobilienmakler. Gleichzeitig begann er als Mitglied der Republikanischen Partei eine politische Laufbahn. Im Jahr 1970 war er Vorsitzender des Gemeinderats von Parsippany-Troy Hills. Von 1973 bis 1975 war er leitendes Mitglied im Kreisrat des Morris County. Zwischen 1976 und 1984 saß er als Abgeordneter der New Jersey General Assembly.
Bei den Kongresswahlen des Jahres 1984 wurde Gallo im elften Wahlbezirk von New Jersey in das US-Repräsentantenhaus in Washington, D.C. gewählt, wo er am 3. Januar 1985 die Nachfolge des Demokraten Joseph Minish antrat. Nach vier Wiederwahlen konnte er bis zu seinem Tod am 6. November 1994 im Kongress verbleiben. Ursprünglich beabsichtigte er im Jahr 1994 eine erneute Kandidatur, die er aber aus gesundheitlichen Gründen zurückzog. Er starb an Prostatakrebs.